# Javier Ramírez (youtuber)
Javier Andrés Ramírez Espinosa (Girardot, Cundinamarca, 19 de septiembre de 1993) es un  actor, cantante y youtuber colombiano.

## Biografía
Javier Ramírez ha estado desde muy joven en el medio artístico. De 2003 a 2005 hizo cuatro semestres de teatro y televisión en la Fundación Teatral Barajas, Colombia.
En sus inicios fue reconocido al presentar el programa infantil Bichos de la cadena RCN de Colombia. Interpretó a Matías en la serie colombiana Mentiras perfectas una adaptación de la serie Nip/Tuck, que le hizo ganador de un premio TVyNovelas Colombia. En 2015 formó parte de Hi-5 Fiesta en el segmento de Formas espaciales equivalente a Nathan Foley y Stevie Nicholson en Hi-5 Australia y a Shaun Taylor-Corbett en Hi-5 USA.
En mayo de 2017 Ramírez conoció a su padre, quien había abandonado su familia, cuando Javier todavía era muy joven.
El 24 de octubre de 2017 el actor, cantante y también youtuber reveló su homosexualidad después de su «Roast Yourself Challenge» en contra de las recomendaciones de familiares y amigos cercanos. Mantuvo una relación con el también youtuber Juan Pablo Jaramillo que duro poco tiempo.
En 2018 formó parte del team Oxigenados Squad junto a otros youtubers colombianos como Botonet, Sofía Castro y Daniela Peréz (La Pereztroica) hasta su disolución en ese mismo año.
Desde septiembre pertenece a Yolo Digitals Production, donde colabora con los también youtubers venezolanos: Yolo, Mariana Ávila, Panda, Nando y las chicas pertenecientes a Coloridas: Poli, Soni, Lila y Mia.

## Filmografía

### Televisión
| Año       | Título                     | Personaje                                 | Canal              |
| --------- | -------------------------- | ----------------------------------------- | ------------------ |
| 2022      | Te la dedico               | Juan Bedoya                               | Canal RCN          |
| 2020      | Bia                        | El mismo                                  | Disney Channel     |
| 2017      | La Nocturna                | Raúl Saldarriaga                          | Caracol Televisión |
| 2016      | Tu voz estéreo             | Nicolás Ep: Enamorados                    | Caracol Televisión |
| 2014      | Las Trampas de Falopio     | Sebastián                                 | Serie web          |
| 2013-2014 | Mentiras Perfectas         | Matías Ucross                             | Caracol Televisión |
| 2013      | Allá te espero             | Francisco Javier 'Pacho' Salazar Restrepo | Canal RCN          |
| 2011      | El man es Germán           | Petete                                    | Canal RCN          |
| 2010-2011 | La Pola                    | Bibiano Salavarrieta                      | Canal RCN          |
| 2010-2011 | A corazón abierto          | Joaquín / Samuel                          | Canal RCN          |
| 2010      | Mujeres al límite          | Ricardo                                   | Caracol Televisión |
| 2008-2009 | Aquí no hay quien viva     | Juan José 'Junior' Preciado               | Canal RCN          |
| 2007      | Zorro: La espada y la rosa | Samir                                     | Caracol Televisión |
| 2006-2007 | Floricienta                | Martín Fritzenwalden                      | Canal RCN          |
| 2005      | Decisiones                 | Varios Personajes                         | Telemundo          |
| 2004      | Padres e Hijos             | Camilo                                    | Caracol Televisión |
| 2004      | Ahí están pintados         | Lukas con K                               | Canal Capital      |

## Programas
| Año       | Título               | Personaje    | Canal          |
| --------- | -------------------- | ------------ | -------------- |
| 2022      | Duro contra el mundo | Participante | Canal RCN      |
| 2015-2016 | Hi-5 fiesta          | El mismo     | Discovery Kids |
| 2010      | Tu planeta bichos    | Presentador  | Canal RCN      |
| 2003      | Viva su casa         | Presentador  | Canal Uno      |

## Cine
| Año  | Título                 | Personaje | Notas |
| ---- | ---------------------- | --------- | ----- |
| 2008 | El Ángel del Acordeón  | Felipe    | [ 9 ] |
| 2005 | Las Voces del Silencio | Otis      |       |
| 2003 | Xpectativa             | Alberto   |       |
| 2002 | El Vacío               | Camilo    |       |
| 2018 | El paseo de Teresa     | Jairo     |       |

## Teatro
| Año  | Título                       | Personaje  | Notas |
| ---- | ---------------------------- | ---------- | ----- |
| 2003 | Las Aventuras de su Majestad | Don Mimo   | [ 9 ] |
| 2003 | El Basurero                  | El Alcalde |       |

## Premios y nominaciones
| Año  | Premio                 | Categoría                               | Producción         | Resultado |
| ---- | ---------------------- | --------------------------------------- | ------------------ | --------- |
| 2014 | TVy Novelas Colombia   | Revelación del año                      | Mentiras Perfectas | Ganador   |
| 2014 | TVy Novelas Colombia   | Actor de Reparto Favorito de Telenovela | Allá te espero     | Nominado  |
| 2018 | MTV Millenial Awards   | Instastories del año                    | Él mismo           | Ganador   |
| 2022 | People's Choice Awards | Influencer Latino del Año               | Él mismo           | Nominado  |